# 맨 오브 오너
《멘 오브 오너》(영어: Men of Honor, 영국과 아일랜드에서는 영어: Men of Honour)는 미국에서 제작된 조지 틸먼 주니어 감독의 2000년 드라마 영화이다. 로버트 드니로, 큐바 구딩 주니어 등이 출연하였고, 로버트 타이틀 등이 제작에 참여하였다.

## 줄거리
1949년 켄터키주 소작인 칼 브러시어는 해군에 입대해 볼스터급 해난 구조선 USS 호이스트 승무원이 되어 갤리에 배치된다. 한편 레슬리 "빌리" 선데이 원사는 물에 빠진 잠수부를 구하다가 공기 색전증이 유발돼 다시는 잠수를 하지 못하게 된다.
브러시어는 최초의 미국 흑인 해군 다이버, 나아가 마스터 다이버가 되기로 결심하고 뉴저지주 베이온 잠수 및 인명 구조 학교에 들어간다. 주임교관 선데이는 인종 차별 주의자인 지휘관 패피로부터 브러시어를 낙제시키라는 명령을 받지만 주변의 온갖 괴롭힘을 견뎌낸 브러시어를 그냥 졸업시킨다. 보복으로 상사로 강등된 선데이는 후에 중사로까지 떨어지고, 반면 브러시어는 그 사이 진급을 거듭한다.
1966년 스페인 팔로마레스 인근 지중해 상공에서 전략공군사령부 보잉 B-52 스트래토포트리스가 공중 급유 중 보잉 KC-135 스트래토탱커와 부딪히는 사고가 벌어졌을 때 수소 폭탄 하나가 바다로 사라지자 브러시어가 이를 회수하는 작전에 투입된다. 브러시어는 이 폭탄을 노리고 나타난 소련 잠수함을 피해 먼저 폭탄을 무사히 확보한다. 그러나 폭탄 인양 작업 때 선체에서 계삭기가 떨어져나가는 사고가 일어나고, 브러시어는 동료 해군 승무원들을 밀쳐내 그들의 목숨을 구하지만 본인은 왼쪽 다리 무릎 밑이 잘려나간다.
선데이는 브러시어의 재활 훈련을 돕고 해군 관료주의에 싸운다. 브러시어는 복귀 평가에서 290 파운드 구리 잠수복을 입고 12 걸음을 걸어 1968년 보철 다리를 달고 임무에 전면 복귀한 최초의 해군이 된다. 인터타이틀은 2년 뒤 브러시어가 마스터 다이버가 되었다고 전한다.

## 출연진
- 로버트 드니로 - 레슬리 "빌리" 선데이 원사 역
- 큐바 구딩 주니어 - 칼 브러시어 역
- 샬리즈 세런 - 궨 선데이 역
- 안저뉴 엘리스 - 조 브러시어 역
- 핼 홀브룩 - 지휘관 "패피 씨" 대령 역
- 마이클 래퍼포트 - 스노힐 장포사 역
- 파워스 부스 - 풀먼 대령 역
- 데이비드 키스 - 하티건 대령 역
- 홀트 매캘러니 - 기관준위 부관 딜런 로크 1등사 역
- 데이비드 콘래드 - 행크스 대령 역
- 조슈아 레너드 - 티머시 더글러스 아이서트 병장 역
- 칼 럼블리 - 맥 브러시어 역
- 로넷 매키 - 엘라 브러시어 역
- 글린 터먼 - 플로이드 중사 역

## 기타 제작진
- 배역: 메리 버뉴, 앤 매카시
- 미술: 레슬리 딜리
- 의상: 샐버토어 퍼레즈 주니어